# 通勤ヒトフデ
『通勤ヒトフデ』（つうきんヒトフデ）は、任天堂が発売したゲームボーイアドバンス用パズルゲーム作品である。日本では2005年10月13日に発売。しかし、その開発はDS版以前から始まっていた。

## 概要
ニンテンドーDSで発売されていた『直感ヒトフデ』をゲームボーイアドバンス用にアレンジしたゲームである。『直感』よりも比較的思考性の高いものとなっている。満員電車やバスの中でもできるよう、左手だけでも操作可能。用意されているステージ数は365問を超える。

## ルール
基本ルールは『直感ヒトフデ』と同じで、白と黒のピースを一筆書きでなぞって反転させ、横列の色が揃うと消える。ピースの一周外側に何も配置されないがカーソルが通過できる「ソトワク」があり、そこをうまく利用してピースを消していく。
一筆書きですべての列を消せればクリア、1列でも残ってしまうとステージオーバー（タイムアタックでは残り列数に応じたペナルティ加算）になる。
エディット含め、すべての問題には、目標ステップ数と、問題作者が設定した始点・終点がある。これらの情報は、問題をクリアした後、同じ問題を再プレイする際に表示される。ただし、直感ヒトフデのパスワードで登録したステージにはこれらの情報は存在しない。
以下の条件のうち、どちらかを満たすと「条件を1つクリア（問題番号の上に青い星がつく）」、両方を満たすと「完全クリア（黄色い星が付く）」になる。
- 始点から始まって終点で閉じるルートでクリアする（色の違いはなく、好きなほうから始めてよい）
- 目標ステップ内でクリアする

また、最後にプレイしたステージを再び遊ぶ際は、前回通ったルートがあらかじめ表示された状態でスタートする。ステージオーバーした際のルートもそのまま表示されているので、ルートを変える場合は選択を解除する必要がある。

## 特殊ピース
コテイピース
左右に緑色の部分があるピース。このピースの列を消すと上にあった通常のピースが落下する。落ちてきたピースがうまく連鎖して消えるように考えながら一筆書きを考えることになる。
空きスペース
コテイピースがあるステージに存在する。ソトワクと同じく何も配置されていない。コテイピースが消えた後、残りのピースが落ちてくるときはここを通過する。ソトワクがわりに使うことができる。
ハードルピース
ソトワクに配置される。ハードルピースがある所はカーソルを移動させることができないので、不利になる。
マルチピース
横が揃うと同時に同じ色になる、有利になるピース。反転はしないので、ソトワクがわりに使える。

## ゲームモード
毎日ヒトフデ
1日1問解いていくメインモード。ただし、1日にプレイできる制限はないので、日数を無視して進むことができる。全365問（実に1年分である）。土日の問題には特殊ピースが配置される。特定数以上の問題をクリアしていくごとに、オプションでピースやカーソルを選択できる種類が増えたり、エディットモードで特殊ピースを配置することができる。
図鑑ヒトフデ
毎日ヒトフデモードでクリアした問題は、ここに登録される。全365面のクリア後、難易度7のステージが追加される。
タイムアタック
サドンデス1以外は失敗しても次の面に進むことができる（ただしペナルティとして残ったライン数に応じてタイムが加算されてしまう）。
イージー10
簡単な問題10面をどれだけ早く解けるか競うモード。ミスしたときのペナルティは1列につき30秒。
ハード5
難しい問題5面をどれだけ早く解けるか競うモード。ミスしたときのペナルティは1列につき45秒。初めて1位にランクインすると、「サドンデス1」が追加。
サドンデス1
タイムアタックで優秀な成績を記録すると追加されるモード。14x14マスの1面をどれだけ早く消せるか競う。クリアしないとランクインできず、失敗してしまうとゲームオーバー。全モード中で唯一、失敗が許されないモード。

オリジナル
エディットモードで作ったステージや、パスワードを入力したステージをプレイできる。
エディット
オリジナルのステージを作ったり、パスワードを入力することができる。サイズは14x14までで、毎日ヒトフデを進めていくと、特殊ピースが使えるようになる。ただし、パスワードは非常に長くなる。

## 瞬感パズループとの連動
ニンテンドーDSに「通勤ヒトフデ」を同時にセットし「瞬感パズループ」を立ち上げると、オプション画面で、通勤ヒトフデにオリジナルの問題10問や限定ピース（この中には『直感ヒトフデ』に使用されたピースも含まれている）が追加できる。